# Beowulf & Grendel
Beowulf & Grendel ist eine von Sturla Gunnarsson gedrehte Verfilmung des epischen Heldengedichts Beowulf. Die kanadisch-isländisch-britische Koproduktion mit den Hauptdarstellern Gerard Butler als Beowulf, Stellan Skarsgård als König Hrothgar, Ingvar Eggert Sigurðsson als Grendel und Sarah Polley als Selma entstand im Jahre 2005.

## Handlung
Dänemark im 5. Jahrhundert:
In jungen Jahren muss der Troll Grendel ansehen, wie sein Vater vom dänischen König Hrothgar getötet wird. Grendel selbst wird verschont und nimmt den Kopf seines toten Vaters mit. Er wächst heran und schwört Rache.
Jahre später fährt der junge Held Beowulf nach Dänemark, um Hrothgar im Kampf gegen den inzwischen erwachsenen, übermächtigen Troll beizustehen, welcher Krieger aus Hrothgars Volk in großer Zahl gnadenlos und brutal umbringt. Hrothgar verschweigt Beowulf absichtlich, dass er ahnt, weswegen Grendel seine Krieger überfällt – er befürchtet, dass Beowulf ihm sonst nicht im Kampf hilft, wie er später zugibt. Teils widerwillige Unterstützung bekommt Beowulf von der Hexe Selma, die die Einzige ist, die Grendel verstehen kann und seine Taten richtig deutet.
Obwohl Beowulf sich mehrmals stellt, um gegen Grendel zu kämpfen, rennt der Troll davon, was den jungen Helden ärgert. Beowulfs Truppe sucht schließlich die Höhle Grendels auf, in welcher Hondscioh den Schädel von Grendels Vater zertrümmert. Während Grendel bisher die Auseinandersetzung mit Beowulfs Truppe scheute, erklärt er nun wutentbrannt auch diesen Menschen den Krieg. In der folgenden Nacht greift er das Dorf Hrothgars, wo sich Beowulf und seine Männer aufhalten, erneut an, kämpft sich zu Hondscioh durch und tötet ihn. Bei seiner darauf folgenden Flucht wird Grendel mit einer Schlinge gefangen und trennt sich seinen eigenen Arm ab, um entkommen zu können. An dieser Wunde stirbt Grendel wenig später, was seine Mutter, ein Seeungeheuer, erzürnt. Sie versucht nun, Beowulf zu töten, doch Beowulf gewinnt den Kampf und erschlägt sie. Unmittelbar darauf wird er von einem sehr jungen Troll mit einem Schwert bedroht und entschließt sich, ihn zu verschonen.
Erst später erfährt der Held, dass Grendel mit Selma einen Sohn gezeugt hat. Er führt ein Begräbnisritual für Grendel durch und tritt mit seinem Gefolge die Heimreise per Schiff an.

## Veröffentlichung
Beowulf & Grendel hatte am 14. September 2005 seine Premiere auf dem Toronto Film Festival. Am 15. November 2006 erschien der Film als deutschsprachige DVD und wurde am 4. Februar 2009 erstmals im deutschen Fernsehen auf arte ausgestrahlt.

## Rezeption

### Kritiken
- Das Lexikon des internationalen Films schrieb, dass der Film „neben bemüht authentischen Dialogen mit einigen Geschmacklosigkeiten und recht blutigen Kampfhandlungen aufwartet“ und bemängelt, dass er „dabei […] nie zum Kern der Vorlage, der Christianisierung Nordeuropas, vordringt.“[3]

### Auszeichnungen
- 2007 wurde der Film in drei Kategorien bei den Genie Awards nominiert. Dazu gewann er einen Spezialpreis für das Make-Up Design.

## Drehorte

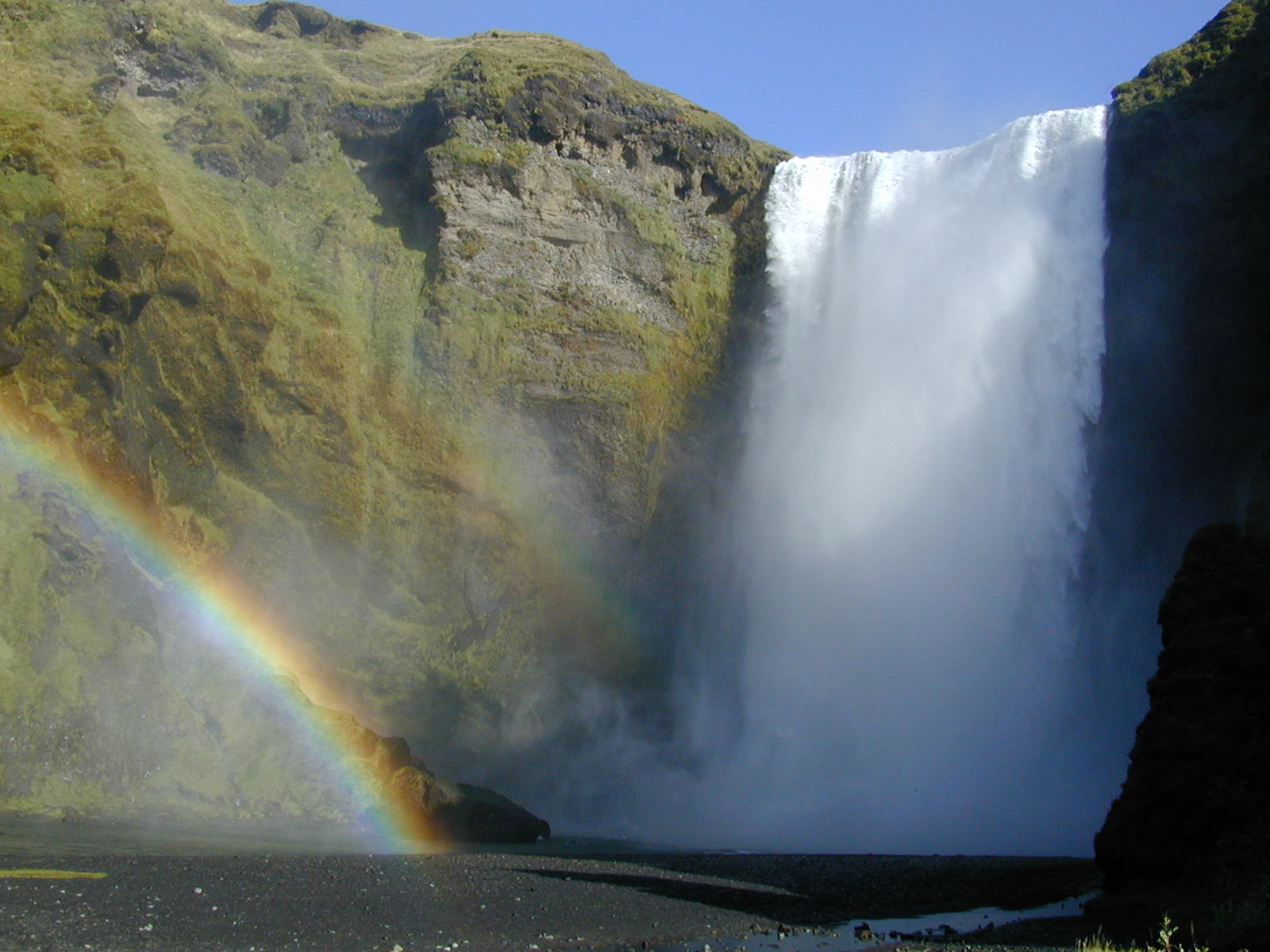
Der Skógafoss, Kulisse u. a. für die Taufe Hrothgars.

Der Großteil des Films wurde in Südisland gedreht. So wurde u. a. die Taufe Hrothgars unterhalb des 60 Meter hohen Skógafoss, einer viel besuchten Touristenattraktion nahe Skógar, aufgenommen. Zahlreiche Szenen entstanden zudem an den klippenreichen Lavastränden der Halbinsel Dyrhólaey nahe Vík í Mýrdal. Die dortige Felsenküste bot mit ihren schwarzen Stränden, steil aus dem Meer aufragenden Felsnadeln und zahlreichen Felshöhlen die ideale raue Kulisse. Auch die Behausung Selmas inmitten eines Gebietes winderodierter schwarzer Felsen liegt an der Zufahrt vom Hringvegur (der Nationalstraße 1) zur Halbinsel Dyrhólaey.  Das Filmteam musste hier zum Teil schweren Stürmen von über 250 km/h trotzen. Die Aufnahmen der Fahrt von Beowulfs Schiff zwischen mächtigen Eisbergen hindurch entstand auf dem bekannten Gletschersee Jökulsárlón, einer der meistbesuchten Touristenattraktionen Südislands. Ein weiterer wichtiger Drehort war das vulkanische Gebiet von Landmannalaugar mit seinen warmen Quellen und pittoresken farbigen Felsformationen.